# 라그 바오메르

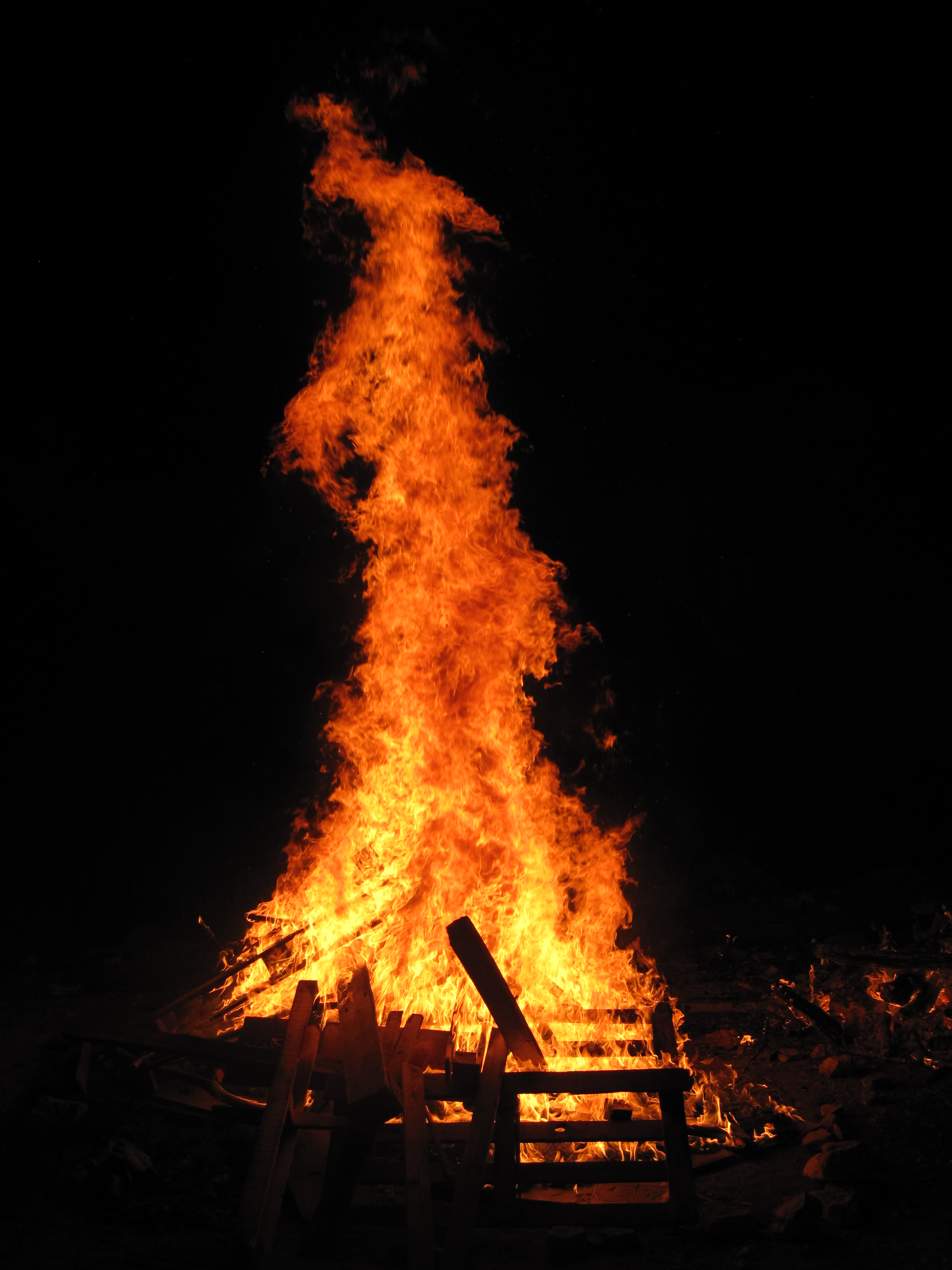

라그 바오메르(ל"ג בעומר, Lag BaOmer)는 13세기부터 시작된 유대교의 축제이다.